# ルイ・ジョルジュ・ピノー
ルイ・ジョルジュ・アナトール・ピノー（Louis-Georges-Anatole Pineau、1898年-1987年）は、フランスの都市計画家。フランス統治下のインドシナに渡り、主にハノイの都市計画を手掛けた。1898年にペリグーで生まれ、1987年10月14日にブリーヴ＝ラ＝ガイヤルドで死去。

## 経歴
トゥルネール&アゼマのアトリエ所属でボザール建築科（ENSBA）に入学し、1927年にDPLG（学士建築家資格）を取得して卒業。パリ大学都市計画研究所課程に進学し1928年に修了。アルゼンチンのカルロス・パオレーラとは同級生であった。このほか、衛生工学研究所（CNAM）で学んだ後、チャップマン・ハーバード大学奨学金を獲得し、政治学のフリースクールを1934年に修了する。
1930年からはエルネスト・エブラールの後任としてインドシナに関わる。ハノイ、サイゴン両都市で教育と記録されていない作品としてのベトナム文化に集結するドキュメント研究に専念している。1945年までインドシナで活躍し、ハノイ美術アカデミーで講師を、サイゴンのアーキテクチャダラット研究科客員教授を務め（1931年から1933年）、サイゴンに移ってからは、サイゴン大学で建築史を教え、一方で、ハノイの中央建築都市研究所（1941年から1944年）の副所長を務めている。
1931年の国際植民地博覧会では、安南建築「発見」という街路区画の再構築をテーマにした企画の開催を主宰した。近代的な計画の概念、技術や社会科学をフェッドとインドシナに導入、大規模な仕事の時代は終わり影響範囲は小さかったが、場所への目配りという懸念を導く。
ハノイから近代建築国際会議（CIAM）にも出席し、頻繁にジークフリート・ギーディオン、コーネリアス・ファン・エーステレンらと交流し、都市計画の新たな動向などの報告を行っている。
ダラットの都市を研究し（1932年-1933年）、1933年にはエーステレンとCIAMアテネ大会で、ダラットの研究レポートを発表している。
1933年から1943年までに渡り、ハノイ市（ベトナム）の開発計画を特別委任し、ピノーの指導の下で準備開発計画が進められている。サイゴン・チョロンエリア（ベトナム、1933年から1959年）のための開発計画を、1944年にはトゥーラン市（ダナン、ベトナム）の開発計画マスタープランを、1947年から1948にかけては、バンメトート・ベトナムの都市の開発計画を手がけている。
このほかに、プノンペンのアベニュー駅（カンボジア、1933年）、ビエンチャン（ラオス、1935年。ピノーは、経営計画やベトナムとラオスの都市拡大を主に担当）ベイマウスィンフ墓地・ヨーロッパパスツール研究所（1941年）、ハノイのトゥーラン（1944年）地区の一部を手がける。1937年にはダラットを連邦首都にする構想を発表。